# Izvor, Pirot
{{drugipomeni3|Izvor}
Izvor (izvirno srbsko vir) je naselje v Srbiji, ki upravno spada pod Občino Pirot; slednja pa je del Pirotskega upravnega okraja.

## Demografija
V naselju, katerega izvirno (srbsko-cirilično) ime je Извор, živi 657 polnoletnih prebivalcev, pri čemer je njihova povprečna starost 43,3 let (41,9 pri moških in 44,8 pri ženskah). Naselje ima 252 gospodinjstev, pri čemer je povprečno število članov na gospodinjstvo 3,10.
Prebivalstvo je večinoma nehomogeno.
|  |

| Demografija | Demografija     | Demografija     |
| Leto        | Št. prebivalcev | Št. prebivalcev |
| ----------- | --------------- | --------------- |
|             |                 |                 |
|             |                 |                 |
|             |                 |                 |
|             |                 |                 |
| 1948        | 1217            |                 |
| 1953        | 1163            |                 |
| 1961        | 1069            |                 |
| 1971        | 1103            |                 |
| 1981        | 1007            |                 |
| 1991        | 905             | 905             |
| 2002        | 782             | 781             |
|             |                 |                 |

| Etnična sestava po popisu iz leta 2002 | Etnična sestava po popisu iz leta 2002 | Etnična sestava po popisu iz leta 2002 | Etnična sestava po popisu iz leta 2002 | Etnična sestava po popisu iz leta 2002 |
| -------------------------------------- | -------------------------------------- | -------------------------------------- | -------------------------------------- | -------------------------------------- |
| Srbi                                   | Srbi                                   |                                        | 507                                    | 64,91%                                 |
| Romi                                   | Romi                                   |                                        | 4                                      | 0,51%                                  |
| Bolgari                                | Bolgari                                |                                        | 1                                      | 0,12%                                  |
| Neznano                                | Neznano                                |                                        | 77                                     | 9,85%                                  |